# گیراگاما
گیراگاما (به لاتین: Giragama) یک منطقهٔ مسکونی در سری‌لانکا است که در استان مرکزی (سری‌لانکا) واقع شده‌است.